# Större vaxmott
Större vaxmott, Galleria mellonella, är en fjärilsart som beskrevs av Carl von Linné 1758. Större vaxmott ingår i släktet Galleria och familjen solmott, Pyralidae. Enligt den finländska rödlistan är arten sårbar, VU, i Finland  medan den enligt svenska rödlistan har en livskraftig, (LC), population i Sverige. Artens livsmiljö är kulturmarker och andra av människan skapade miljöer. Inga underarter finns listade i Catalogue of Life.
Fjärilarna lägger sina ägg i bisamhällen med bivax och larverna utvecklas där.
2017 publicerades en studie om larvernas förmåga att bryta ned plast (polyeten som ofta används i förpackningar av olika slag) och istället producera etandiol. En förklaring kan vara att de kemiska bindningarna i plasten är av samma sort som finns i bivax.

## Bildgalleri

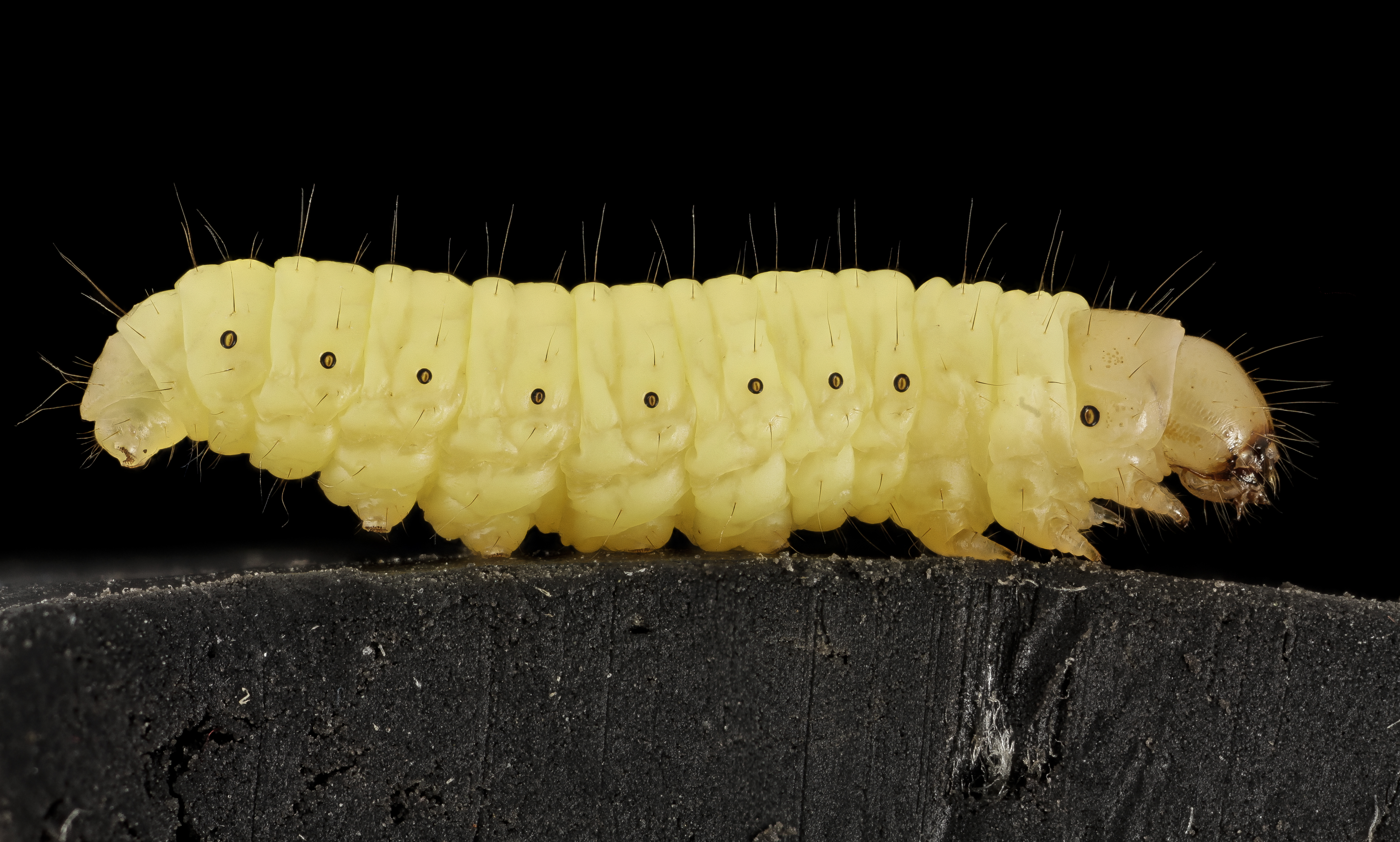
Fjärilens larv.
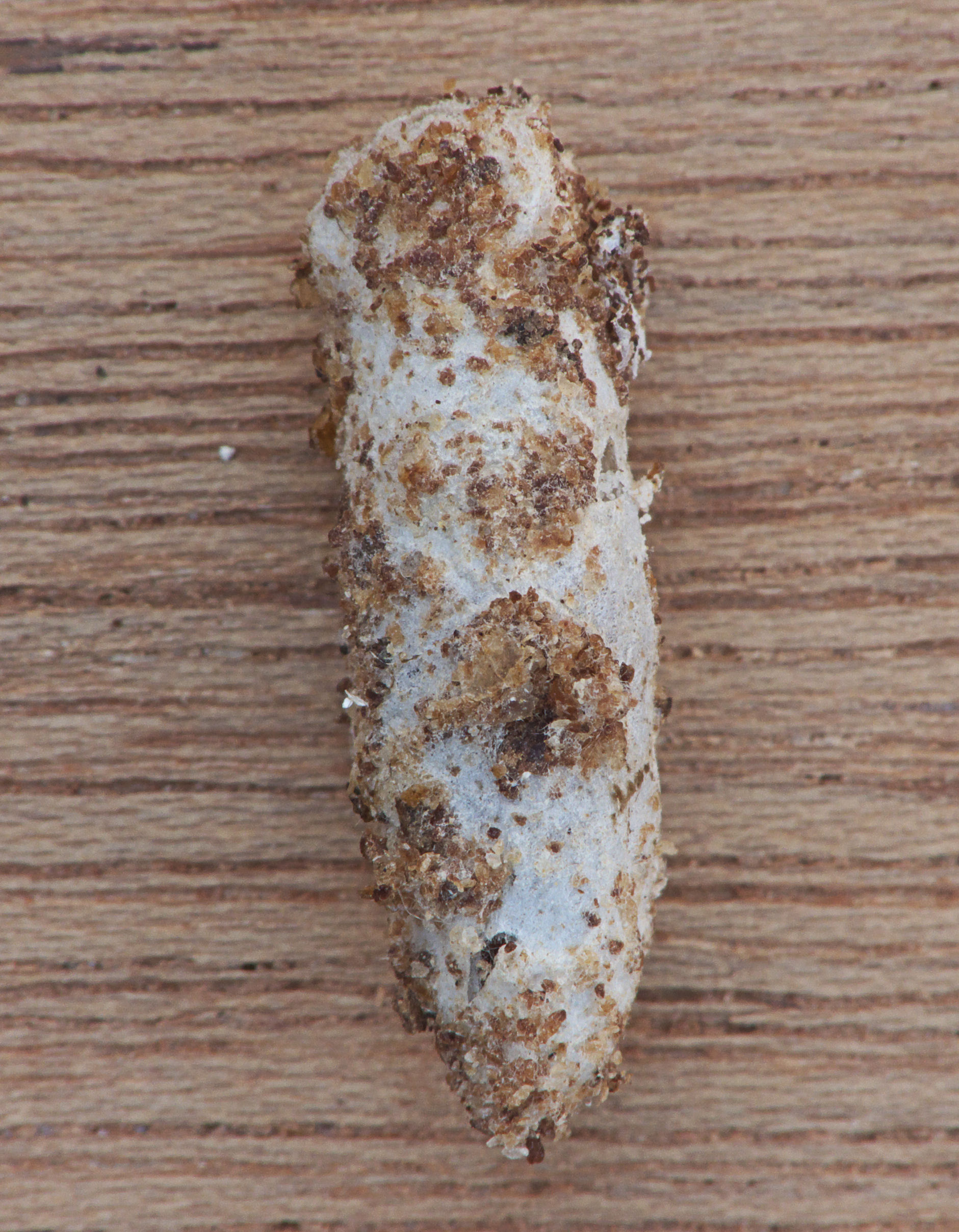
Fjärilens kokong.
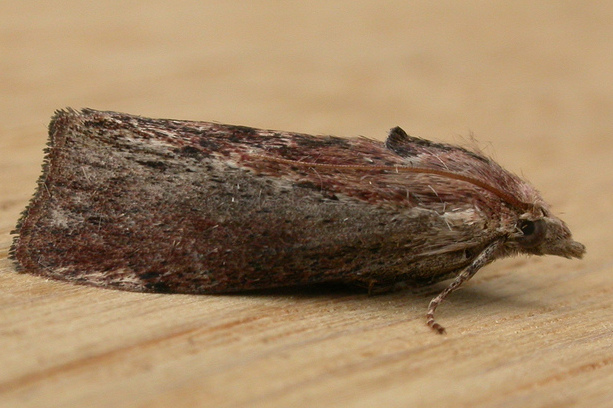
Imago fjäril.
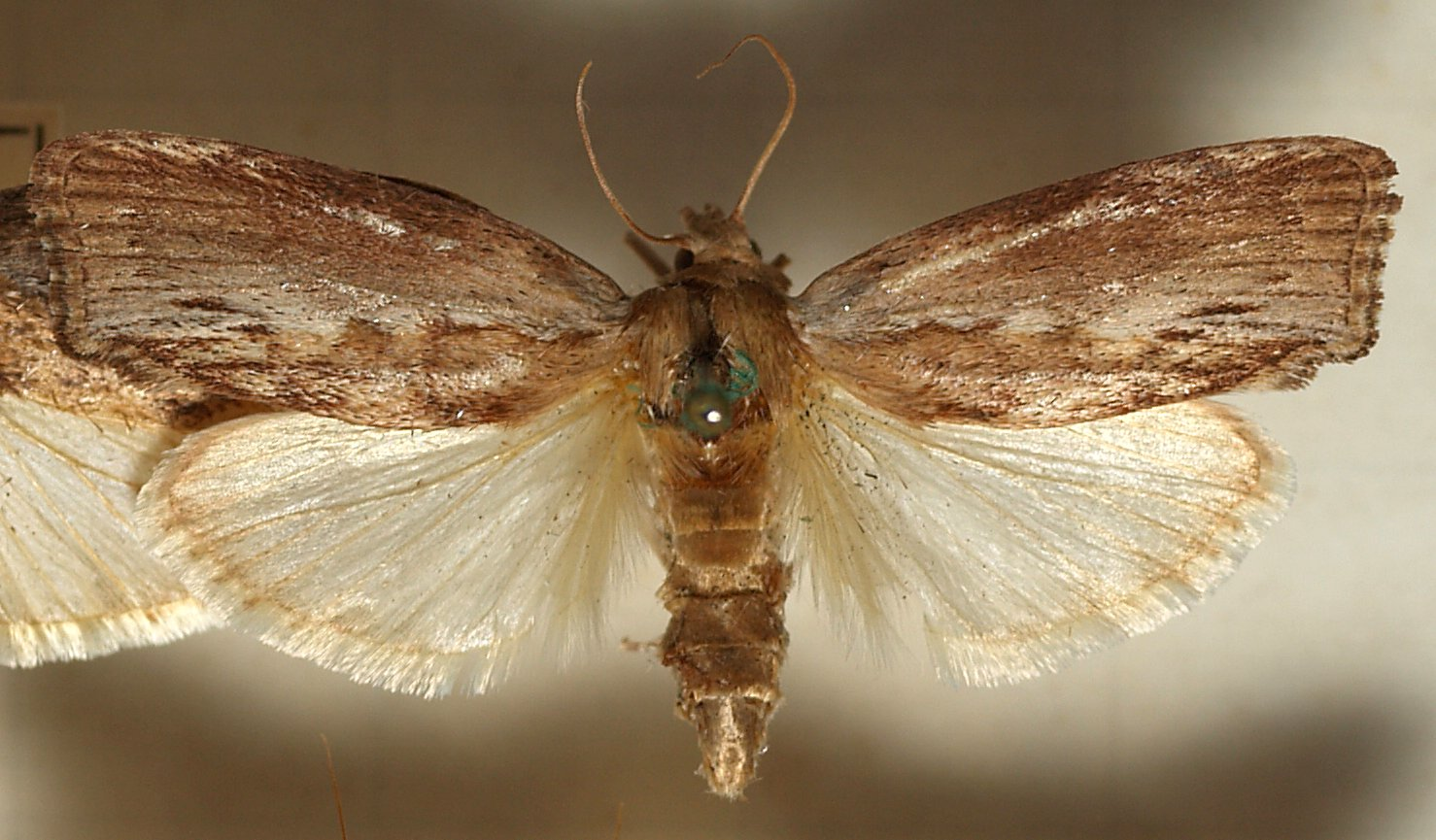
Preparerad (uppnålad) imago fjäril.